# Rhynchospiza
Rhynchospiza es un género de aves paseriformes de la familia de los paserélidos. Sus 3 especies habitan en bosques y pastizales en el noroeste y centro-sur de Sudamérica y son denominadas comúnmente chingolos coronicastaños, cachilos de corona castaña, etc.

## Taxonomía
Descripción original
Este género fue descrito originalmente en el año 1898 por el naturalista y ornitólogo estadounidense Robert Ridgway. Su especie tipo fue Haemophila stolzmanni (Rhynchospiza stolzmanni), la cual había sido descrita en el año 1877 por el zoólogo polaco Władysław Taczanowski.
Etimología
Etimológicamente el término Rhynchospiza es de género femenino y se construye con palabras en el idioma griego, en donde: rhunkhos significa ‘pico’ y spiza es el nombre para el ‘pinzón’.

### Subdivisión

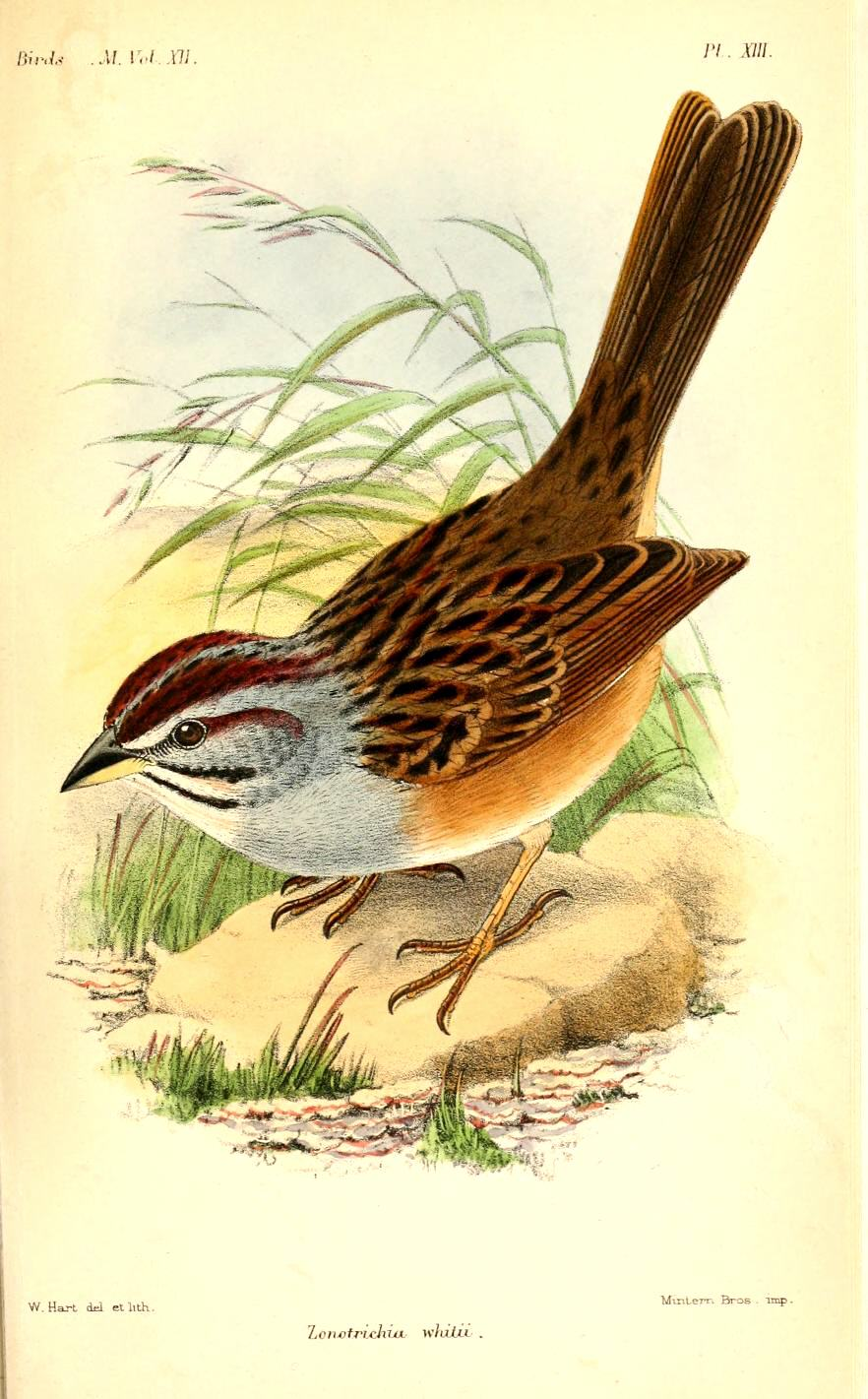
Cachilo chaqueño (Rhynchospiza strigiceps).

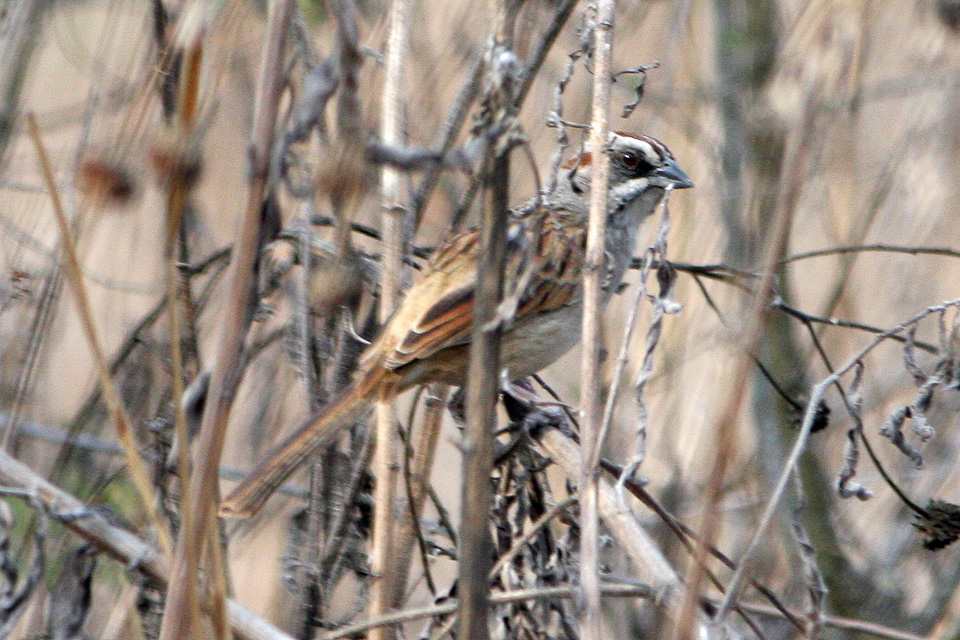
Un cachilo yungueño (Rhynchospiza dabbenei) en la ruta que va desde Cachi hacia la ciudad de Salta, provincia de Salta, en el noroeste de la Argentina.

Este género se compone de 3 especies: 
- Rhynchospiza dabbenei (Hellmayr, 1912)
- Rhynchospiza stolzmanni (Taczanowski, 1877)
- Rhynchospiza strigiceps (Gould, 1839)[4]

## Historia taxonómica
Durante buena parte del siglo XX, "Rhynchospiza" fue tratado como un género monotípico, con R. stolzmanni como su única especie. Sin embargo, en el año 1967 se propuso incluir a "Rhynchospiza" en "Aimophila"; este tratamiento fue seguido por varios autores, a pesar de que ya se tenían sospechas de que este último era polifilético, lo cual fue confirmado en el año 2009 por J. M. DaCosta, G. M. Spellman, P. Escalante, y J. Klicka, quienes recomendaron que los taxones sudamericanos sean incluidos en otro género, por lo cual rehabilitaron "Rhynchospiza", quedando el mismo así conformado por 2 especies: R. stolzmanni y R. strigiceps. "Rhynchospiza" es hermano de un grupo de géneros que incluye a "Ammodramus", "Arremonops" y "Peucaea".
En el año 2019, los especialistas Juan I. Areta, Emiliano A. Depino, Sergio A. Salvador, Steven W. Cardiff, Kevin Epperly, e Ingrid Holzmann, estudiaron las relaciones entre las entidades que eran incluidas en el género Rhynchospiza, comprobando que el mismo se componía de 3 taxones de plumaje similar, cada uno asignable a un nivel de especie, cada uno de ellos restringido a una región biogeográfica, siendo separables tanto por la información molecular como por los rasgos de sus vocalizaciones y la coloración de su plumaje facial. Los análisis filogenéticos moleculares (gen NADH deshidrogenasa 2 [ND2]) revelaron que R. stolzmanni diverge en un 11,5 % de un clado (del cual es su especie hermana) que integran R. strigiceps y R. dabbenei, los que con una modesta divergencia entre sí de 1,6 % permitieron concluir que su separación es mucho más reciente. Las vocalizaciones de R. dabbenei son notas únicas, mientras que las de R. strigiceps, al igual que las de R. stolzmanni, se componen de frases complejas. De esta manera, sobre la base de evidencia morfológica, genética, biogeográfica y vocal, propusieron que las 2 subespecies de Rhynchospiza strigiceps sean tratadas como especies separadas.

## Caracterización de sus especies
Rhynchospiza stolzmanni posee un pico mucho más grande que las otras dos especies; sus vocalizaciones se componen de una sucesión de complejas y veloces frases trinadas (más rápidas que las de R. strigiceps). En la cabeza tiene una pequeña línea loreal negra y rayas en la corona de color marrón-castaño oscuro con una gran franja central oscura. Se distribuye en la región de Tumbes (sur de Ecuador y norte del Perú).
Rhynchospiza dabbenei es un pájaro más oscuro y de mayor longitud y peso respecto a R. strigiceps, sus vocalizaciones consisten en una serie de chirriantes notas simples. El patrón cromático de su plumaje exhibe una extendida área negra loreal y franjas castañas en la corona con el centro oscuro ausente o reducido a pocas plumas. Rhynchospiza dabbenei habita pastizales relacionados con la ecorregión de las yungas australes, donde es un residente durante todo el año.
Rhynchospiza strigiceps es más pequeño y pálido; sus vocalizaciones son una sucesión de complejas frases trinadas; la coloración de su plumaje muestra una pequeña línea loral negra y franjas en la cabeza de color castaño con una raya central gris-oscura. Se distribuye en los ecosistemas occidental y serrano de la región chaqueña, siendo un migrante parcial. Tiende a tener una distribución en la época reproductiva mayormente alopátrica respecto a la de R. dabbenei, estando el uso de hábitat en las áreas próximas segregado altitudinalmente.

## Distribución y hábitat
Las especies de "Rhynchospiza" habitan en pastizales y bosques en altitudes desde el nivel marino hasta 3000 m s. n. m., desde Ecuador y el norte del Perú hasta el sur de Bolivia, el occidente de Paraguay y el noroeste y centro de la Argentina.